# Andrés de Vandelvira

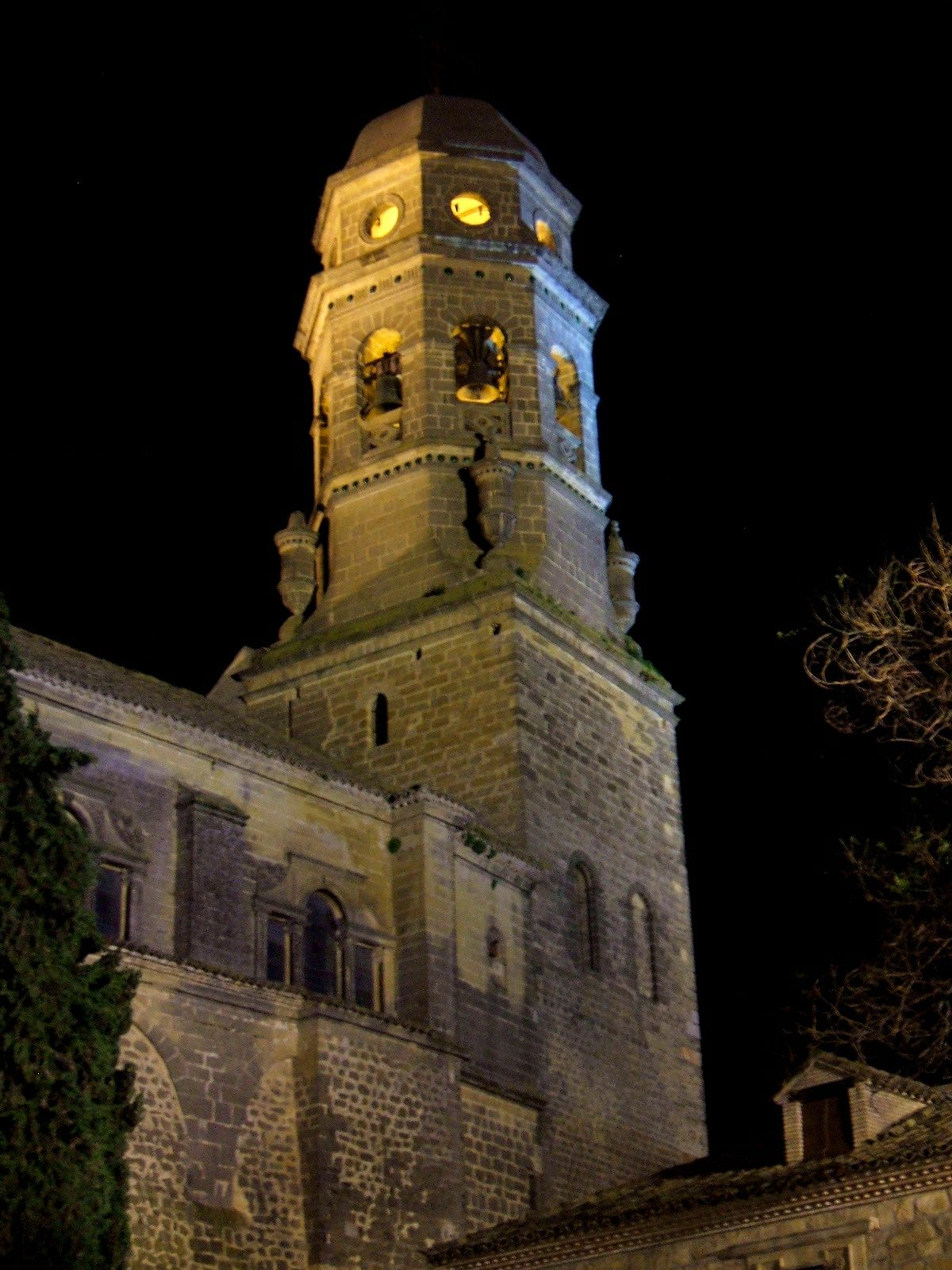
katedra w Baezie

Andrés de Vandelvira (1509–1575), hiszpański architekt. Działał głównie w miastach Baeza i Úbeda.
Zaprojektowane przez Andrésa de Vandelvira budowle to:
- katedra w Baezie (od 1568);
- katedra w Jaén;
- Capilla Mayor w kościele Santa Maria del Alcázar y San Andrés w Baezie;
- pałace Palacio de las Cadenas i Palacio de Vela de los Cobos w Ubedzie;
- zachodni portal kościoła św. Mikołaja w Ubedzie;
- dziedziniec wewnętrzny pałacu Palacio de la Rambla.